# بوا اسبيرانكا، بارانا
بوا اسبيرانكا، بارانا بلدية في ولاية بارانا في المنطقة الجنوبية من البرازيل.